# Carme Julià i Iglésies
Carme Julià i Iglésies   () va ser professora de ciències de l'Escola Normal de Mestres de Girona i membre de la Secció Femenina de la Lliga Regionalista.
El 18 de maig de 1934 va impartir una conferència titulada «La influència de la dona en la família i en la societat», i impartida al Centre Catalanista de Girona, en el marc de les activitats culturals organitzades per la Secció Femenina. El 1935 va ser la representant gironina de la secció a l'assemblea del partit, juntament amb Joaquima Heras de Puig. Julià va mostrar la seva sintonia amb el catalanisme catòlic propugnat per Josep Torras i Bages, i en un article feia un «fervent prec» a agrupar les dones que «per la seva formació moral i religiosa senten la nostra espiritualitat».